# 普法芬
普法芬是奥地利上奥地利州弗克拉布鲁克县的一个市镇。总面积13平方公里，总人口1368人，人口密度105.2人/平方公里（2005年）。